# Montgomery (Ohio)
Montgomery és una ciutat dels Estats Units a l'estat d'Ohio. Segons el cens del 2000 tenia 10.163 habitants.

## Demografia
Segons el cens del 2000, Montgomery tenia 10.163 habitants, 3.616 habitatges, i 2.943 famílies. La densitat de població era de 737,6 habitants/km².
Dels 3.616 habitatges en un 39% hi vivien nens de menys de 18 anys, en un 74,8% hi vivien parelles casades, en un 4,8% dones solteres, i en un 18,6% no eren unitats familiars. En el 16,7% dels habitatges hi vivien persones soles el 8,6% de les quals corresponia a persones de 65 anys o més que vivien soles. El nombre mitjà de persones vivint en cada habitatge era de 2,75 i el nombre mitjà de persones que vivien en cada família era de 3,11.
Per edats la població es repartia de la següent manera: un 28,1% tenia menys de 18 anys, un 4,1% entre 18 i 24, un 22,1% entre 25 i 44, un 30,1% de 45 a 60 i un 15,5% 65 anys o més.
L'edat mediana era de 43 anys. Per cada 100 dones de 18 o més anys hi havia 88,1 homes.
La renda mediana per habitatge era de 89.224 $ i la renda mediana per família de 100.158 $. Els homes tenien una renda mediana de 78.881 $ mentre que les dones 45.000 $. La renda per capita de la població era de 45.460 $. Aproximadament el 2% de les famílies i el 2,8% de la població estaven per davall del llindar de pobresa.

## Poblacions properes
El següent diagrama mostra les poblacions més properes.